# Чемпионат России по хоккею с шайбой среди женщин 2011/2012
Чемпионат России по хоккею с шайбой сезона 2011/2012 среди женских команд проводился с 10 сентября 2011 года по 17 марта 2012 года. В первенстве страны участвовало шесть команд.
Чемпионом России стал ХК «Торнадо» Дмитров, серебряные медали завоевал ХК СКИФ Нижегородская область, а бронзовые медали завоевал ХК «Агидель» Уфа.

## Турнирная таблица
| М | Команда                         | И  | В  | ВО | ВБ | ПБ | ПО | П  | ЗШ  | ПШ  | О  |
| - | ------------------------------- | -- | -- | -- | -- | -- | -- | -- | --- | --- | -- |
|   | «Торнадо» Дмитров               | 30 | 28 | 0  | 1  | 0  | 0  | 1  | 263 | 34  | 86 |
|   | СКИФ Нижегородская область      | 30 | 25 | 0  | 0  | 1  | 0  | 4  | 172 | 61  | 76 |
|   | «Агидель» Уфа                   | 30 | 13 | 0  | 2  | 0  | 0  | 15 | 95  | 114 | 43 |
| 4 | «Факел» Челябинская область     | 30 | 11 | 0  | 1  | 1  | 0  | 17 | 74  | 149 | 36 |
| 5 | «Локомотив-Энергия» Красноярск  | 30 | 7  | 0  | 0  | 2  | 0  | 21 | 61  | 161 | 23 |
| 6 | «Спартак-Меркурий» Екатеринбург | 30 | 1  | 0  | 1  | 1  | 0  | 27 | 43  | 189 | 6  |

Примечание: М — место, И — количество игр, В — выигрыши в основное время, ВО — выигрыши в овертайме, ВБ — выигрыши по буллитам, ПБ — поражения по буллитам, ПО — поражения в овертайме, П — поражения в основное время, ЗШ — забито шайб, ПШ — пропущено шайб, О — очки.